# Tridadi (Madang Suku I)
Tridadi is een bestuurslaag in het regentschap Ogan Komering Ulu van de provincie Zuid-Sumatra, Indonesië. Tridadi telt 1296 inwoners (volkstelling 2010).